# Yūzhenān
Yūzhenān (persiska: وِزنان, یوژنان) är en ort i Iran.   Den ligger i provinsen Kurdistan, i den nordvästra delen av landet, 400 km väster om huvudstaden Teheran. Yūzhenān ligger 1 888 meter över havet och antalet invånare är 214.
Terrängen runt Yūzhenān är kuperad norrut, men söderut är den bergig. Runt Yūzhenān är det ganska tätbefolkat, med 60 invånare per kvadratkilometer. Närmaste större samhälle är Sorkheh Tūt, 5,0 km söder om Yūzhenān. Trakten runt Yūzhenān består i huvudsak av gräsmarker.